# Leksmondbrug
Leksmondbrug (brug 1314) is een bouwkundig kunstwerk in Amsterdam-Zuidoost.
De vaste brug in de vorm van een viaduct is gelegen over het Nellesteinpad, een kilometers lang voet- en fietspad dat Zuidoost van noord naar zuid doorsnijdt. Het pad kwam hier jarenlang onder de Gaasperdammerweg vanuit de wijk Kelbergen de wijk Nellestein binnen. Daarvoor moest ze nog onder de Langbroekdreef door. 
De brug werd samen met de Leerdambrug (brug 1313) in 1976 ontworpen door Dirk Sterenberg voor de Dienst der Publieke Werken. Ook hier paste Sterenberg een ontwerp toe voor meerdere bruggen; bruggen met een dergelijk uiterlijk zijn ook elders in de stad te vinden (kanteelvormige balustraden), bijvoorbeeld de Meibergdreefbruggen. De overspanning van de Leksmondbrug is 14,8 meter en 16 meter breed. De constructie is bijna geheel van beton. 
De brug ging tot en met augustus 2018 naamloos door het leven. In één document vernoemde de gemeente Amsterdam talloze bruggen. In dit geval werd de brug vernoemd naar het Leksmondhof, dat ten zuiden van het viaduct in Nellestein is gebouwd. Het Leksmondhof is zelf vernoemd naar het Zuid-Hollands dorp Lexmond. Door een gemeentelijke en provinciale herindeling kwam het in 2019 in Utrecht te liggen.

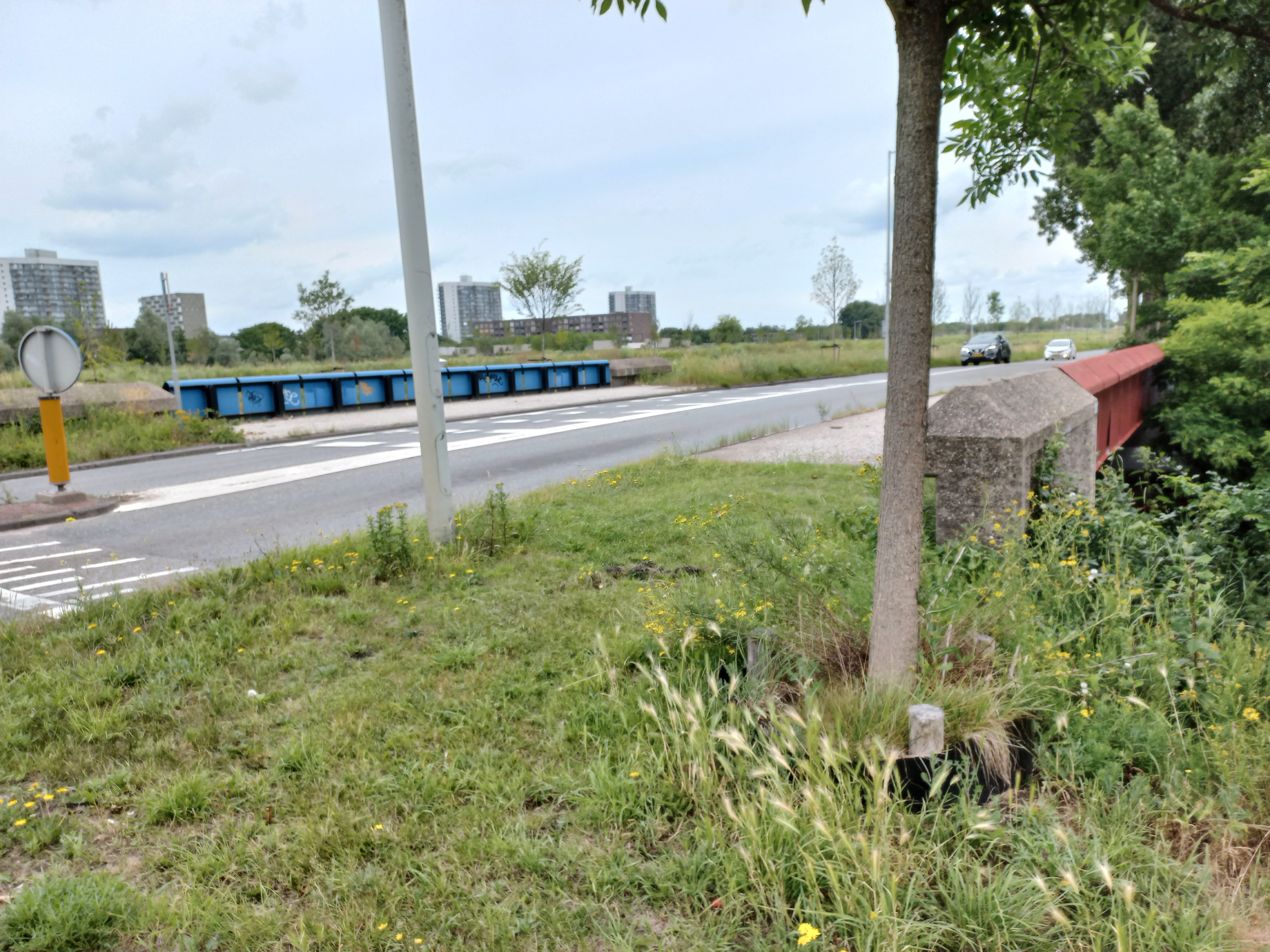
Langbroekdreef over de Leksmondbrug (juni 2022)

<<< · 1301 · 1302 · 1303 · 1304 · 1305 · 1306 · 1307 · 1308 · 1309 · 1311 · 1312 · 1313 · 1314 · 1315 · 1316 · 1317 · 1319 · 1320 · 1321 · 1322 · 1323 · 1324 · 1325 · 1326 · 1327 · 1328 · 1329 · 1330 · 1331 · 1332 · 1333 · 1334 · 1335 · 1336 · 1337 · 1338 · 1339 · 1340 · 1342 · 1343 · 1344 · 1345 · 1346 · 1347 · 1348 · 1349 · 1350 · 1351 · 1352 · 1353 · 1354 · 1355 · 1356 · 1357 · 1358 · 1359 · 1360 · 1361 · 1362 · 1363 · 1364 · 1365 · 1366 · 1367 · 1368 · 1373 · 1375 · 1376 · 1377 · 1378 · 1379 · 1380 · 1381 · 1382 · 1383 · 1384 · 1385 · 1386 · 1387 · 1388 · 1389 · 1390 · 1391 · 1392 · 1396 · 1397 · 1398 · 1399 · >>>
Brugnummers 1300, 1318, 1341, 1369-1372, 1374, 1393, 1394, 1395 zijn niet vergeven. 1310 is gesloopt; brug 1318 is nooit gebouwd in verband met niet aanleggen Veenendaaldreef.